# José Riba Nuet
José Riba Nuet (Barcelona, 23 de marzo de 1923-Mataró, 11 de septiembre de 2002) fue un futbolista español. Perteneciente al Fútbol Club Barcelona, jugó de delantero durante dos temporadas, de 1943 a 1945, consiguiendo una liga y una Copa Eva Duarte. En ese tiempo disputó 18 partidos de liga y marcó cinco goles. Debutó en esa competición el 7 de noviembre de 1943 en un F.C. Barcelona 7 - Granada C.F. 2.

## Palmarés
| Título          | Club                  | Año  |
| --------------- | --------------------- | ---- |
| Liga            | Fútbol Club Barcelona | 1945 |
| Copa Eva Duarte | Fútbol Club Barcelona | 1945 |

## Equipos
| Club                  | País   | Año       |
| --------------------- | ------ | --------- |
| Futbol Club Barcelona | España | 1943-1945 |